# 天箭座V
天箭座V或V Sge是一个位于天箭座的激变变星双星系统，它有望于大约2083年变成一颗新星，并短暂地成为银河系内最亮的点光源，它也将是彼时夜空中最耀眼的星。  该系统由约3.3太阳质量的主序星和约0.9太阳质量的白矮星组成。 白矮星比其伴星更小是非常不寻常的现象，而且V Sge是迄今为止发现的唯一一颗超软X射线源非磁性激变变星。 
上个世纪以来，V Sge的亮度增加了10倍，根据2020年的研究报告，它有望继续增亮，并在2083年前后（误差+-16年左右）短暂地成为天空中最明亮的恒星。  在过去的几个月和几天中，这对双星将合并，并成为新星，最终成为一颗红巨星 。 
目前，恒星的轨道大约是0.514天，并且每个周期都会彼此掩食。 这对双星处于旋近状态的末期，他们的周期正以-4.73 * 10 ^ -10天/周期的速率减少。 
来自较大恒星的物质正以指数级增加的速率积聚在白矮星上，从而产生巨大的恒星风。吸积速率翻倍的时间约为89年。 